# Сантьяго-Папаскьяро
Сантьяго-Папаскьяро (исп. Santiago Papasquiaro)  —   город в Мексике, входит в штат Дуранго. Население 43 579 человек.

## История
Город основан в 1597 году .